# La Chute du monument russe de San Stefano
Pour plus de détails, voir Fiche technique et Distribution.
La Chute du monument russe de San Stefano (en turc : Ayastefanos'taki Rus Abidesinin Yıkılışı) est un film documentaire ottoman muet en noir et blanc de 150 mètres réalisé le 14 novembre 1914 par l'officier de réserve Fuat Uzkınay (en) avec le soutien de l'armée turque, et officiellement considéré comme le premier film turc et son auteur comme le premier réalisateur turc,,. 

## Histoire
Après la guerre russo-turque de 1877-1878 et la défaite de l'Empire ottoman face à l'Empire russe, un traité est conclu le 3 mars 1878 dans le quartier de San Stefano (aujourd'hui Yeşilköy) à Constantinople, et un monument en l'honneur des soldats russes est construit. Dans le contexte de la campagne du Caucase, les Jeunes-Turcs décident de détruire le monument russe de San Stefano pour galvaniser l'opinion publique. Ce moment de destruction est capturé par ce documentaire. Même si l'histoire officielle du cinéma turc considère ce documentaire comme étant le premier film turc, un débat d'historiens est toujours en cours sur le fait de savoir si ce film a  réellement existé ou non car aucune copie du film n'est disponible aujourd'hui. Il semblerait en effet que la dernière copie a été perdue en 1941 lors d'un transfert d'Istanbul à Ankara.

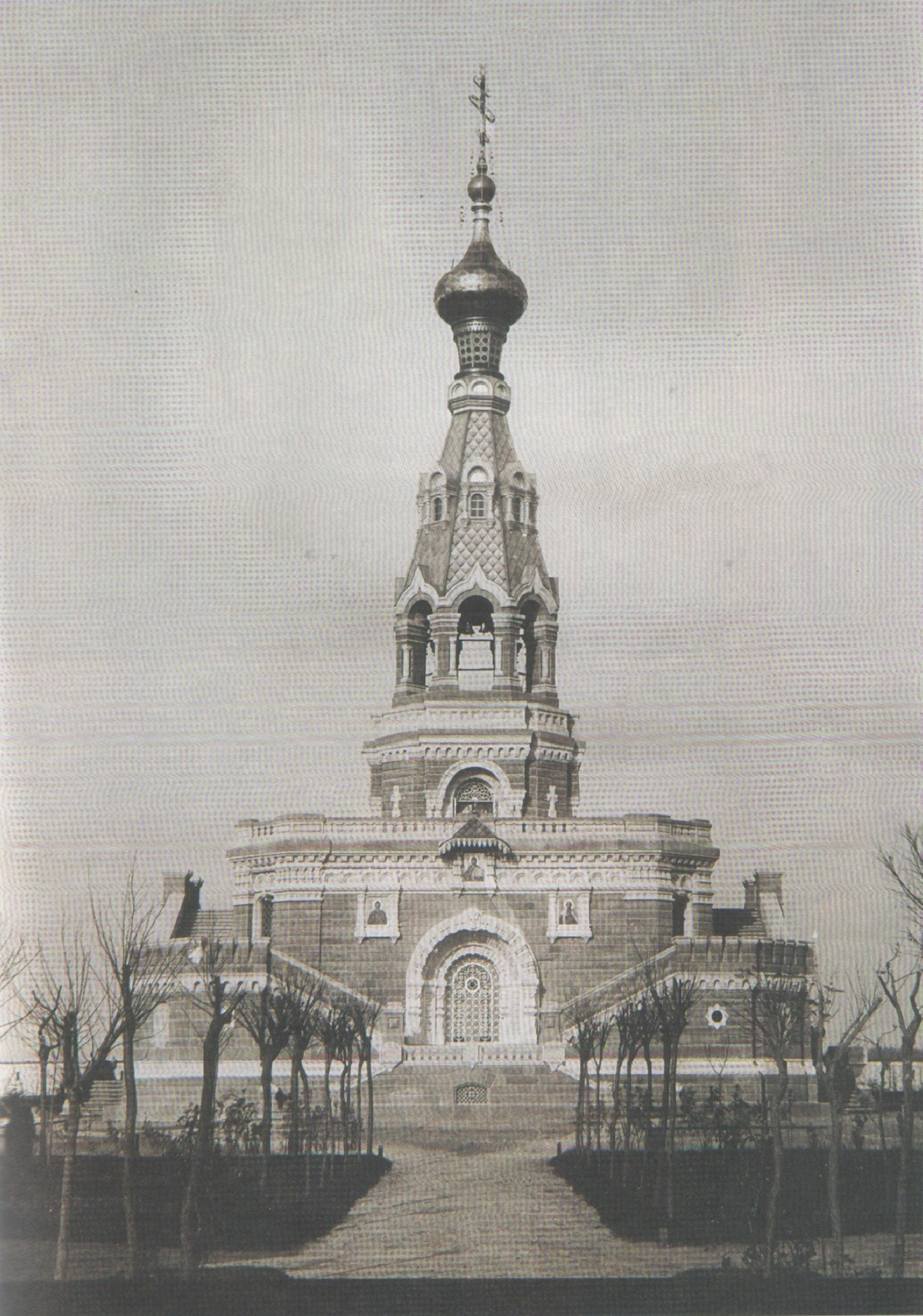
Avant.
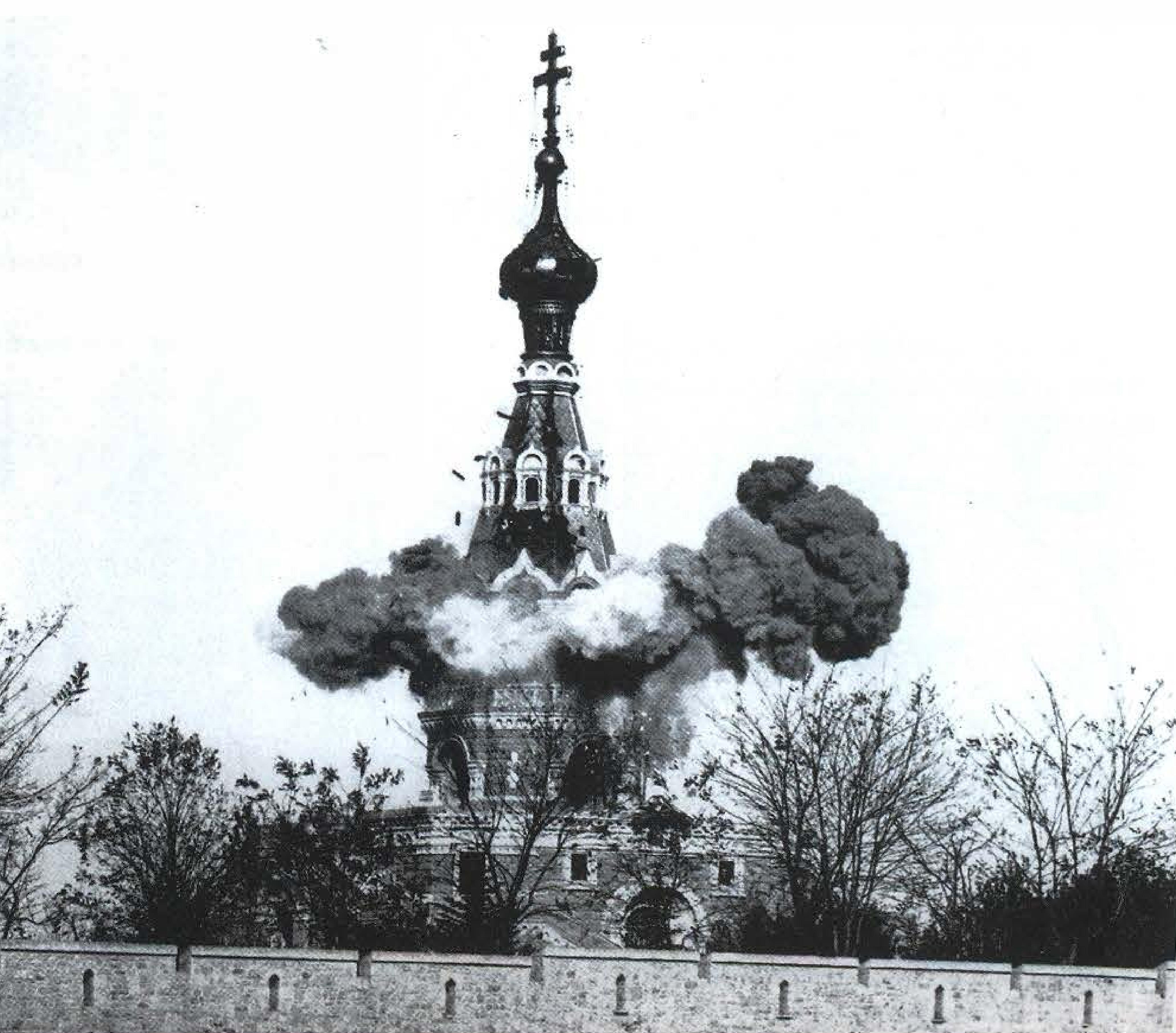
Explosion.
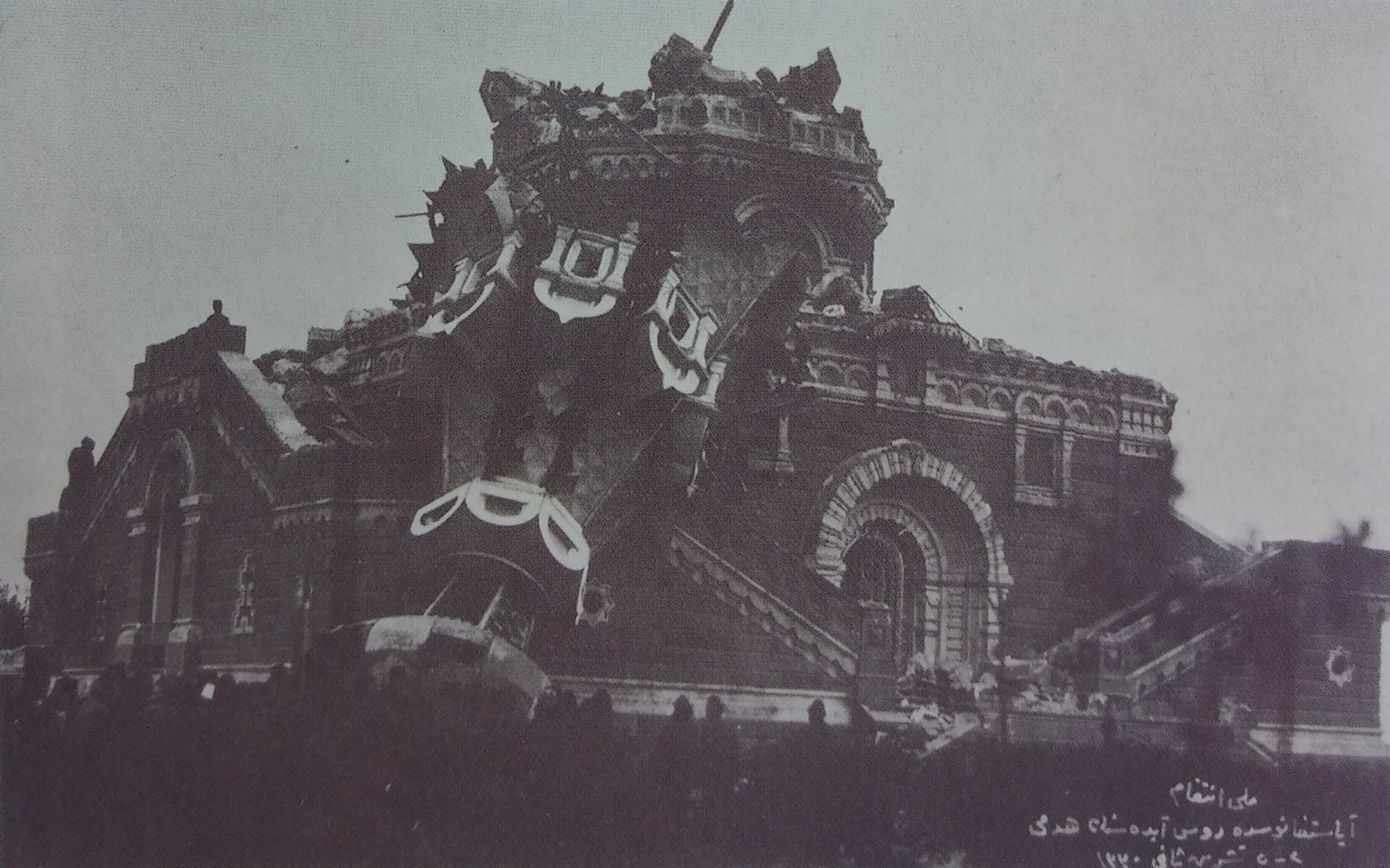
Après.